# Gritos (tenistas)
Em jogos de tênis, é muito normal ouvir alguns Gritos ou Gemidos dos atletas ao atacar a bola. Os gritos mais famosos são os dos tenistas Gustavo Kuerten, Jimmy Connors, Maria Sharapova e Monica Seles.
Medições feitas em videos do circuito feminino mostraram que um grito, como o da Maria Sharapova, chega a 101 decibéis. Como base de comparação, num show de rock ou trio elétrico, tem-se de 100 a 120 decibéis.
Segundo o blog do jornalista Chiquinho Leite Moreira, "tecnicamente os gritos surgem quando tenistas em estágio de aprendizado e aperfeiçoamento soltam o ar dos pulmões na hora da batida da raquete com a bolinha. Servem para adicionar mais controle e força ao impacto, adquirir ritmo e contribuir para a automatização do ‘timming’."

## Polêmica
Há muito tempo que se discute se o grito, especialmente das tenistas, trata-se de trapaça ou não passa de um simples recurso natural. Segundo o tenista Ricardo Mello, é importante ouvir a batida da bola nas cordas da raquete para calcular a força do rival. Desta forma, o grito pode atrapalhar a concentração do adversário. É o que defende também a tenista Caroline Wozniacki, ex-líder do ranking WTA. Segundo ela, algumas tenistas gritam "de propósito" para tentar irritar as adversárias. "Quando elas gritam, não se consegue ouvir a batida da bola. A outra tenista pensa que vem uma bola rápida e ela vem devagar." A desculpa dos tenistas barulhentos é que eles apenas tentam concentrar sua energia quando vão rebater a bola. Guga, por exemplo, em uma entrevista dada em 2003, explicou que "é a hora de soltar o ar para bater na bola. Claro que no meu caso é um pouco exagerado. Mas os caras (adversários) sabem que quando começo a gemer é porque estou focado e no meu melhor jogo."
Em 2011, um dos dirigentes do All England Lawn and Tennis Club, responsável pelo torneio de Wimbledon, deu uma entrevista dizendo que iria proibir estes gritos dos atletas. Seu argumento é que, baseado até em estudos científicos, os gritinhos e gemidos atrapalham a concentração do advesário, e que inclusive este tema já se tornou objeto de reclamação dos fãs. O estudo foi feito a partir de testes com 33 estudantes na Universidade da Colúmbia Britânica, no Canadá. Os alunos assistiram a vídeos que mostravam um jogador batendo na bola de esquerda ou de direita, as vezes gritando. Aos estudantes cabia determinar rapidamente a direção da bola. Quando o vídeo continha gritos, os participantes (do estudo) não só reagiam mais lentamente, como tinham um nível de precisão menor. Então podiam ser apanhados no contrapé, se estendermos o cenário a uma quadra de ténis real, disse à BBC o autor do estudo, Scott Sinnett.
Como este gritos também incomodam os fãs, a BBC inventou uma ferramenta de áudio que retira os gemidos das partidas de tênis transmitidas. O site da Radio 5 Live, da BBC, criou o NetMix, ferramenta que permite ao ouvinte controlar o nível do som dos comentários e do áudio que vem da quadra, durante uma partida, e equilibrar os sons da forma como quiser.
Em 2013, a Associação de Tênis Feminino (WTA, sigla em inglês) começou a fazer testes para medir o barulho provocado pelos gritos das tenistas em alguns torneios, com o objetivo de proibir esses ruídos futuramente. Segundo a WTA, atletas poderão receber multas por incomodar torcedores e adversárias.

## Ligações externos
- record.xl.pt/ Gritos das tenistas causam polémica em Wimbledon
- esporte.uol.com.br/ Gritos de musas causam polêmica em Wimbledon; entenda como eles ocorrem